# Тридесет и трета пехотна дивизия „Акуи“
Тридест и трета пехотна дивизия „Акуи“ (на италиански: 33ª Divisione fanteria „Acqui) е военно съединение на Въоръжените сили на Кралство Италия.
Взема участие във Втората световна война и води героична съпротива срещу германските войски на гръцкия остров Кефалония през септември 1943 г. (след подписаното същия месец Примирие на Италия с Антихитлеристката коалиция) и дава 8400 души жертви,  разстреляни от германците на острова, за което името на дивизията се превръща в нарицателно като един от символите за олицетворение на Италианската съпротива през Втората световна война.

## Боен път

### Начало
„Акуи“ е създадена като бригада в Сардинското кралство, предшестващо Кралство Италия, през 1831 г. и има в началото два пехотни полка. Тя е правоприемник на бригада в Сардинското кралство и взема участие във войните на Наполеон I. По време на Първата световна война „Акуи“ все още бригада участва в сраженията при Изонцо и Монфалконе и приключва войната в Тренто.
През 1926 г. бригадата е разпусната от фашисткото правителство на Бенито Мусолини.

### 1940 – 1943 г.
С приближаването на Втората световна война през 1939 г. тя е възстановена и създадена отново на 29 август 1939 г. като 33-та пехотна дивизия „Акуи“, а от 1940 г. в нея е включен и 18 легион на фашистката милиция. След включването на Италия във Втората световна война дивизията „Акуи“ участва в боевете срещу Франция през юни 1940 г. като тя води боеве главно в пограничните райони на Западните Алпи около Кондамин и Виа Убажете, а след примирието с Франция на 24 юни 1940 г. е разположена във Венето. 
На 6 декември 1940 г. дивизията е прехвърлена в Албания и участва в избухналата Италианско-гръцка война ̈(1940 – 1941) в боевете за Химара и долината Шишица. Дивизията взима участие през зимата на 1940 – 1941 в спирането на гръцкото контранастъпление към албанския град Вльора, а после и на Кроча. При зимни условия, натоварена на мулета, италианската дивизия се придвижва към гръцката граница и води упорити сражения срещу гръцките войски в района на Епир. След намесата на Нацистка Германия във войната срещу Гърция през април 1941 г. дивизията „Акуи“ атакува гръцките позиции в Болена в областта Вранища и на връх Месимерит. На 20 април тя е вече в Саранда, а по-късно настъпва в Игуменица и Миртос, като понася много жертви с над 400 убити и 1361 ранени войници и офицери. След Италианско-гръцката война, завършила с германско-италианската окупация на Гърция, 33-та дивизия „Акуи“ е преместена и дислоцирана на гарнизон на гръцките Йонийски острови между островите Кефалония (където е щабът на дивизията) и Корфу за полагане на окупационна служба. Там са дислоцирани нейните части 18-ти пехотен полк, командван от полковник Луиджи Лузиняни, и 33-ти артилерийски полк, а на островите се разгръща гръцко партизанско движение на ЕЛАС, докато италианците почти не предприемат ответни действия срещу гръцките партизани.

### Примирие с Антихитлеристката коалиция и боеве срещу германците
На 25 юли 1943 г. фашисткият режим на Бенито Мусолини е свален в Италия, а самият диктатор е арестуван. На 8 септември 1943 г. новото италианско правителство начело с маршал Пиетро Бадолио обявява подписаното няколко дни по-рано Примирие на Италия с Антихитлеристката коалиция, германски войски окупират Северна и Централна Италия, а крал Виктор Емануил III и маршал Бадолио заедно с правителството и върховното италианско командване бягат в Бриндизи, където е преместена временно столицата на Кралство Италия. На 13 октомври 1943 г. Италия обявява война на Нацистка Германия. Към септември 1943 г. на остров Кефалония се минират над 12 хил. италиански офицери и войници от дивизията „Акуи“ и 900 германци, главно минометни и артилерийски части, дошли през август 1943 г. на острова командвани от подполковник Ханс Барге. По това време командващ 33-та дивизия „Акуи“ е генерал Антонио Гандин, който заема този пост от февруари 1943 г.; преди това той е командир в италианските войски на източния фронт и е награден с германски Железен кръст, и е прогермански настроен. Когато се извършва превратът срещу Мусолини в Рим, новият премиер Бадолио и кралят демонстрират спокойствие и задоволство от факта, че Гандин е на Кефалония, за да не пречи в Италия на преврата.
Към 8 септември 1943 г. дивизия „Акуи“ има следната структура:
- 17-и пехотен полк „Акуи“
- 18-и пехитен полк „Акуи“
- 317-и пехотен полк „Акуи“ (от ноември 1941 г. в дивизията)
- 33-ти артилерийски полк
- 2-ра артилерийска група
- 3-та артилерийска група
- 33-та бригада на противовъздушната отбрана
- 33-ти минометен батальон
- 33-ти картечен батальон
- Дивизионни автомобилна, телеграфна, медицинска и интендантска роти

Въпреки прогерманските настроения на генерал Гандин, както по-голямата част от офицерите, така и войниците от дивизията „Акуи“ са антигермански настроени, което кара командира Гандин да приеме подписаното със Съюзниците примирие. След обявяването на примирието на Италия със Съюзниците германският командващ на острова попдполковник Ханс Барге отправя ултиматум на командира на дивизията „Акуи“ генерал Гандин за капитулация и му дава 48-часов ултиматум за отговор. Първоначално ген. Гандин започва преговори с германските командири за намиране на решение за изход от ситуацията. Някои старши офицери и капелани от дивизията съветват генерала да продължи войната на страната на германците, а един от капеланите дори му предлага да предаде оръжието на германците и да разчитат на милостта им. Но болшинството от младшите офицери са антигермански настроениː на офицерския съвет на 11 септември 1943 г. се взема решение да не се предава оръжието на германците и да не се капитулира, като за това генерал Гандин получава изрична заповед от краля Виктор Емануил III и маршал Пиерто Бадолио с телеграма от Бриндизи на 10 септември 1943 г., докато под германски натиск, след окупирането на щаба му от германски войски и принуден със сила от тях, командващият 11-та италианска армия в Гърция ген. Карло Векиарели издава заповед всички италиански войски в Гърция да предадат оръжието си на германците, което Гандин отхвърля заради правителствената заповед. Гандин се съгласява да изтегли част от войските на Кефалония, като италианците напускат планината Кардахата и някои възлови места на острова, и се концетрират около столицата на Кефалония Аргостолион и южната част на острова. В същото време ултиматумът, даден от Барге на Гандин, изтича и съгласно това германският командир отива в щаба на италианското командване да чуе отговора на италианския генерал, като му заявява, че е получил заповед за разоръжаването на италианската дивизия от командира на 22 ри германски планински корпус. В същото време генерал Гандин и офицерите в дивизията организират плебисцит сред личния състав на дивизията, за да решат един от три варианта със следните въпроси за бъдещето на дивизията:
1. Дивизията „Акуи“ да не капитулира пред германците и да сражава срещу тях
2. Дивизията да се предаде на германците
3. Дивизията да се съюзи с германците

Всички се обявяват за първия вариантː дивизията „Акуи“ да не капитулира, а да се сражава срещу германците на острова.
Във връзка с обявеното решение от плебисцита генерал Гандин отхвърля ултиматума на подп. Барге за капитулация и му заявява, че дивизията ще се сражава срещу германците, а от съседните острови идват новини, че германски войски там са разоръжили и разстреляли италиански части. В същото време германците прехвърлят крупни сили на остров Кефалония с военноморски катери, а на 13 септември 1943 г. италиански артилерийски батареи по заповед на своите командири откриват огън по 5 германски катера и 2 кораба, които потопяват, и загиват множество германски войници и офицери. Сутринта на 15 септември 1943 г. германски самолети „Юнкерс 87 щука“ подлагат Кефалония на ожесточени бомбардировки. В отговор италианските войски конратаатакуват германските части и взимат в плен 400 германци. На 17 септември 1943 г. германците прехвърлят на острова 1-ва планинска дивизия заедно с I/724 егерски батальон от 104-та планинска дивизия командван от майор Харалд Фон Хиршвелд, проявили се в зверства срещу мирно гръцко население в Епир месец преди да дойдат на Кефалония, които започват операции срещу италианците, а германски самолети разпръскват листовки над италианците с призив да капитулират. Италианските войски се бият самоотвержено срещу германците, но след седмица патроните им свършват, а на молбите на генерал Гандин за помощ италианското правителство на Бадолио в Бриндизи не дава никакъв отговор. 200 самолета на италианските ВВС, базирани в Лече в Южна Италия и верни на Бадолио, са готови да се притекат на помощ на италианците в Кефалония съгласно заповед на маршал Бадолио, но англо-американците от съюзната контролна комисия по примирието с Италия отказват да дадат съгласие за това, по предлог че италианските самолети могат да се присъединят към германците. Така дивизията „Акуи“ остава сама на острова срещу германските сили. Гръцките партизани от ЕАМ и ЕЛАС масово отказват подкрепа с оръжие и личен състав на италианските войски, но недостигът на оръжие изчерпва последните запаси, след което на 22 септември 1943 г. германските войски превземат острова, а италианците, загубили в боевете 1315 души, са принудени да се предадат в плен, докато малка част италиански офицери и войници тръгват с гръцките партизани на острова в горите. Общо в бойните действия загиват 1200 италианци и 300 германци. След Втората световна война престъпленията на германците срещу италианците на Кефалония са обект на съдебно преследване от организирания Нюрнбергски процес 1945 – 1946 г., и от военни съдилища в Италия срещу германски военнопрестъпници.

### Разстрел
Съгласно заповед на германското върховно главно командване OKW „италианците войници и офицери заради предателство не трябва да се взимат в плен, а да се разстрелват на място“. На 23 септември 1943 г. започват екзекуциите на италианските войници и офицери от дивизията „Акуи“ чрез разстрел от германски части. Първоначално са разстрелвани с картечници още след пленяването им всички италианци, предали се в плен. Зверствата са толкова ожесточени, че това предизвиква възмущение сред част от германците, като баварска войскова група възразява срещу това, но получава заплаха от подп. Барге за техен разстрел. Впоследствие италианските войници и офицери са разстрелвани на връх Свети Теодор в Кефалония на групи по 8 души. Разстреляни са генерал Антонио Гандин и 137 италиански офицери по обвинение в предателство към германците, а след тях още хиляди италиански офицери и войници. Общо 8400 италаинци са разстреляни на остров Кефалония. Труповете на разстреляните италианци са изгаряни след заливане с бензин. Останалите италиански войници и офицери са въдворени в лагери на острова за принудителен труд. През октомври 1944 г. италианските пленници, заедно с гръцки партизани и избягали при партизаните италиански войскови групи, освобождават Кефалония от германска окупация, а италианците се завръщат в родината си, като малка група остава на острова.

### Памет
В памет на италианските войски, разстреляни на острова, всяка година италианското правителство и гръцкото правителство организират чествания с церемонии с военни почести пред паметника на загиналите италиански войници и офицери на Кефалония.